# NGC 4655
NGC 4655 é uma galáxia espiral (S) localizada na direcção da constelação de Canes Venatici. Possui uma declinação de +41° 01' 09" e uma ascensão recta de 12 horas, 43 minutos e 36,4 segundos.
A galáxia NGC 4655 foi descoberta em 9 de Abril de 1787 por William Herschel.